# Gran Premio motociclistico degli Stati Uniti d'America 1965
Il Gran Premio motociclistico degli Stati Uniti fu l'appuntamento che inaugurò il motomondiale 1965, e si trattò della seconda edizione del GP degli Stati Uniti valida per il motomondiale.
Si svolse il 20 e 21 marzo 1965 sul circuito di Daytona ed erano in programma le classi 50, 125, 250 e 500.
La gara vide la defezione della Honda che non portò la sua squadra ufficiale in Nordamerica, per il secondo anno di seguito.
Come l'anno precedente la classe 500 fu vinta da Mike Hailwood su MV Agusta mentre nella quarto di litro la vittoria fu di Phil Read su Yamaha. Nelle due classi di minor cilindrata vinsero invece piloti su Suzuki: Hugh Anderson e Ernst Degner si scambiarono prima e seconda posizione nelle due gare, con Anderson vincente in 125 e Degner in 50.

## Classe 500
Furono 23 i piloti presenti al via e di questi 13 vennero classificati al termine della prova;  tra i ritirati vi fu Paddy Driver. La gara si rivelò un monologo per Hailwood, senza avversari e che distaccò il secondo di due giri.

### Arrivati al traguardo
| Pos. | Pilota            | Moto      | Tempo      | Punti |
| ---- | ----------------- | --------- | ---------- | ----- |
| 1    | Mike Hailwood     | MV Agusta | 1h 16:33.0 | 8     |
| 2    | Buddy Parriott    | Norton    | + 2 giri   | 6     |
| 3    | Roger Beaumont    | Norton    | + 3 giri   | 4     |
| 4    | Ken King          | Norton    | + 3 giri   | 3     |
| 5    | Ed Labelle        | Norton    | + 4 giri   | 2     |
| 6    | Dave Lloyd        | Norton    | + 5 giri   | 1     |
| 7    | Fred Simone       | BMW       |            |       |
| 8    | Al Johnson        | BMW       |            |       |
| 9    | Ray Dey           | Norton    |            |       |
| 10   | Wester Cooley Sr. | Norton    |            |       |
| 11   | Carl Eshoo        | Triumph   |            |       |
| 12   | Bruce Carter      | BSA       |            |       |
| 13   | Stan Friduss      | Norton    |            |       |

## Classe 250

### Arrivati al traguardo (posizioni a punti)
| Pos. | Pilota              | Moto    | Tempo     | Punti |
| ---- | ------------------- | ------- | --------- | ----- |
| 1    | Phil Read           | Yamaha  | 49'29"000 | 8     |
| 2    | Mike Duff           | Yamaha  | + 36"     | 6     |
| 3    | Silvio Grassetti    | Morini  | + 37"     | 4     |
| 4    | Frank Perris        | Suzuki  | + 42"     | 3     |
| 5    | José Maria Busquets | Montesa | + 1'12"   | 2     |
| 6    | John Buckner        | Yamaha  | + 2'05"   | 1     |

## Classe 125
Assenti anche in questo caso le Honda ufficiali, le prime tre posizioni furono monopolizzate da piloti Suzuki, seguite da 3 piloti locali in sella a Honda private.

### Arrivati al traguardo (prime 8 posizioni)
| Pos. | Pilota        | Moto   | Tempo  | Punti |
| ---- | ------------- | ------ | ------ | ----- |
| 1    | Hugh Anderson | Suzuki | 43'42" | 8     |
| 2    | Ernst Degner  | Suzuki | + 0".2 | 6     |
| 3    | Frank Perris  | Suzuki | + 0".6 | 4     |
| 4    | Rick Schell   | Honda  |        | 3     |
| 5    | Jeff Tate     | Honda  |        | 2     |
| 6    | Bo Gehring    | Honda  |        | 1     |

## Classe 50

### Arrivati al traguardo (posizioni a punti)
| Pos. | Pilota        | Moto   | Tempo | Punti |
| ---- | ------------- | ------ | ----- | ----- |
| 1    | Ernst Degner  | Suzuki |       | 8     |
| 2    | Hugh Anderson | Suzuki |       | 6     |
| 3    | Michio Ichino | Suzuki |       | 4     |
| 4    | Haruo Koshino | Suzuki |       | 3     |
| 5    | Jacques Roca  | Derbi  |       | 2     |
| 6    | Gastón Biscia | Suzuki |       | 1     |